# The Walking Dead: Torn Apart
The Walking Dead: Torn Apart é uma websérie norte-americana dividida em seis partes baseada na série de televisão The Walking Dead. A estreia de todos os episódios da série aconteceu no dia 3 de outubro de 2011, pelo site oficial da AMC.
A websérie conta a história de origem de Hannah, também conhecida como "Mulher da Bicicleta", a zumbi que Rick Grimes matou no primeiro episódio. Rick se arrisca para reencontrar Hannah antes de partir para Atlanta e, logo depois de dizer a ela que sentia muito que aquilo tenha acontecido a ela, Rick atira na cabeça do morto-vivo. O ato é evidenciado como um gesto humanitário, revelando muito sobre o próprio personagem de Rick e estabelecendo um tom para o resto da primeira temporada.
Torn Apart foi seguida por um segundo conjunto de episódios, intitulado Cold Storage, sendo todos lançados em 1 de outubro de 2012.

## Enredo
Hannah, uma mãe de dois filhos, acorda de um acidente de carro e percebe que seus filhos desapareceram. Ela corre para a casa do seu ex-marido e os encontra lá. Andrew, seu ex, já havia atirado e escondido sua esposa zumbi, e quando ela revive, quase mata os seus dois filhos mas acaba sendo impedida e morta por Hannah. Em um flashback é revelado que, depois de ir à casa de seu vizinho para buscar suprimentos, Andrew foi instigado a atirar em seu vizinho vivo, Mike Palmer, que havia sido mordido. Mike também pediu que matasse seus dois filhos no andar de cima, que já haviam virado zumbis, tarefa esta que ele decide negligenciar. Mais tarde, em uma tentativa desesperada de fugir com sua família, Andrew tenta pegar as chaves do caminhão de Mike, mas é morto no processo pelos filhos mortos-vivos de Mike que ele não conseguiu atirar. Um helicóptero que paira sobre o bairro anuncia a todos os sobreviventes que vão para o posto de refugiados montado no parque da cidade, onde estão evacuando a população. Hannah e seus filhos saem a pé na tentativa de chegar lá, mas Hannah é mordida ao longo do percurso. Depois que ela é mordida, Hannah entrega uma pistola à filha e diz a ela e ao irmão para correrem em segurança no posto de refugiados, e então ela é devorada e partida ao meio por uma horda de zumbis. Na última cena, ela desperta como um zumbi e começa a se locomover arrastando-se pelo chão.

## Elenco
- Lilli Birdsell como Hannah
- Rick Otto como Andrew
- Griffin Cleveland como Billy
- Madison Leisle como Jamie
- Rex Linn como Mike Palmer
- Danielle Burgio como Judy

## Episódios
| Nº | Título              | Dirigido por  | Escrito por                                                            | Data de exibição original | Duração |
| -- | ------------------- | ------------- | ---------------------------------------------------------------------- | ------------------------- | ------- |
| 1  | "A New Day"         | Greg Nicotero | História por: John Esposito & Greg Nicotero Roteiro por: John Esposito | 3 de outubro de 2011      | 2:37    |
| 2  | "Family Matters"    | Greg Nicotero | História por: John Esposito & Greg Nicotero Roteiro por: John Esposito | 3 de outubro de 2011      | 2:20    |
| 3  | "Domestic Violence" | Greg Nicotero | História por: John Esposito & Greg Nicotero Roteiro por: John Esposito | 3 de outubro de 2011      | 3:10    |
| 4  | "Neighborly Advice" | Greg Nicotero | História por: John Esposito & Greg Nicotero Roteiro por: John Esposito | 3 de outubro de 2011      | 4:00    |
| 5  | "Step-Mother"       | Greg Nicotero | História por: John Esposito & Greg Nicotero Roteiro por: John Esposito | 3 de outubro de 2011      | 2:22    |
| 6  | "Everything Dies"   | Greg Nicotero | História por: John Esposito & Greg Nicotero Roteiro por: John Esposito | 3 de outubro de 2011      | 5:06    |